# 邦国
邦国，多无特定概念。历史学上，现代汉语对古希腊时期的城市国家（部落联盟）有时称为“邦国”，意即“城邦国”；有时对汉朝以后的皇帝赐予的封地（封国）称为邦国，民间俗称“封邦建国”。
- 现代汉语对建立了外交关系的国家，常用“邦交国”来指称。